# 陳清治
陳清治（1938年2月10日—），生於台灣台北縣五股，企業家陳勇之子，萬海航運陳家成員之一。曾任國立台灣大學經濟學系教授、萬海航運董事長等職位。

## 生平
陳清治為企業家陳勇的么子，出生時家境富裕，其兄陳秀實、陳朝傳、陳朝亨。1950年代，至日本唸大學；之後至美國麻省理工學院，獲經濟學博士。曾任美國美孚石油資深經濟師。
1966年，陳清治回到台灣，至國立台灣大學擔任客座教授，參與台大經濟學研究所博士班的創立，並任中華民國財政部稅制委員會顧問。曾獲當時救國團主任蔣經國召見。
1969年，陳勇進行分家；陳清治負責經營萬海航運，擔任總經理。
2006年，陳清治由陳朝亨手中接下萬海航運董事長。2008年，陳清治交棒給家族第三代陳柏廷。

## 家庭
其妻林瓔華，其子陳力、陳又。

## 爭議事件

### 丁善理自殺案
1993年，因為中國國民黨撤資，中央貿易開發公司董事長丁善理尋求資金，陳清治與太古集團董事錢鵬倫各投入1/3資金參與越南開發案。陳清治的長子陳力，至越南，在中央貿易開發公司工作。
2004年，陳清治控告丁善理掏空中央貿易開發公司資產。2009年9月24日，在台北地檢署搜索中央貿易開發公司丁善理辦公室後，丁善理跳樓自殺，其妻費宗清認為死因與陳清治之間的股權糾紛有關。陳清治對外表示，上法院控訴是股東為保護自己權益的合法行為。

### 厲馥華控訴陳清治背信及性騷擾
2018年9月初，前台灣小姐厲馥華到台北地檢署控告陳清治涉嫌背信罪此案隨後分案由台北地檢署黑金專組檢察官林達偵辦。
2018年10月底，厲馥華進一步拿出與陳清治的通聯內容，指控陳清治在雙方合作期間曾要求她脫衣陪睡被拒，還曾傳訊息給她說：「你同意做我的女朋友，讓我覺得年青，我才要幫助你，現在你變了，你不能讓我感覺年青，我也不再需要繼續為你投資，賺錢不是我的目的！沒有愛有錢有沒有用！」厲馥華還說，當時陳清治逼她簽合約的方式很不堪，當年雙方共同去英國出差，晚上陳清治逼她簽字，還威脅她：「妳不簽，我就不再繼續投資，讓妳身敗名裂，另外就是妳現在立刻脫衣服陪我睡覺！」厲馥華為了不失身，迫於無奈只好簽約。厲馥華說，此後陳清治長期對她騷擾，而陳清治慣用5步驟手法坑殺女企業家，分別是「表達欣賞才華、出資合作、前期放手經營、獲利後介入干涉、奪取或訴訟」。陳清治則回批厲馥華說謊，近18個月只有見過厲馥華一次。

2021年，台北地檢署依偽造文書罪及背信罪起訴陳清治，台北地方法院並於8月以視訊開庭。

## 外部連結
- 萬海航運董事長陳清治經營、接班、政商關係的三堂課 （页面存档备份，存于）